# 傑拉爾德·布魯克
傑拉爾德·布魯克（Gerald Brooke，1938年出生於英格蘭謝菲爾德）是一位英國教師，在1960年代初期於倫敦市中心霍爾本 紅獅廣場的霍爾本法律、語言和商業學院教授俄語。
1965年，在復活節假期期間，他前往蘇聯。4月25日，布魯克和他的妻子芭芭拉因走私反蘇傳單被克格勃特工逮捕。
芭芭拉後來獲釋並返回英國，但傑拉爾德因「在蘇聯境內從事顛覆性的反蘇活動」被判處五年徒刑，其中包括四年勞改營。布魯克住在倫敦西北部的芬奇利，他的案件由當地下議院議員 瑪格麗特·撒切爾在英國下議院提出。
在被拘留四年後，他於1969年7月24日被交換為蘇聯間諜 莫里斯和洛娜·科恩，他們在英國時的「工作名稱」（代號）是彼得和海倫·克羅格，他們已被特別部門的偵探逮捕。俄羅斯當局只在布魯克被釋放回英國前24小時才告訴他將被送回家。布魯克抵達希思羅機場時，對大批記者感到驚訝。
交換記錄在1969年7月24日上議院會議的議事錄中，由查爾方特勳爵記錄。蘇聯當局同意的交換條件規定，在科恩夫婦離開英國的第二天，因涉嫌毒品犯罪分別被監禁四年和三年的邁克爾·帕森斯和安東尼·洛林也將獲釋。帕森斯和洛林於1969年10月25日返回英國。
布魯克解釋說，他患有結腸發炎，監獄食物加劇了病情，而且他不習慣說英語或看到這麼多人。由於被阻止透露太多關於他苦難的細節，他只是簡單地說監獄條件「不是特別寬鬆」。科恩夫婦在服完20年刑期中的9年後，於1969年10月24日返回蘇聯。
這種交換以前也發生過。著名的例子包括蘇聯間諜魯道夫·阿貝爾交換U2飛行員弗朗西斯·加里·鮑爾斯，以及科農·莫洛迪（又名戈登·朗斯代爾）交換格雷維爾·溫尼，但英國首相 哈羅德·威爾遜的工黨政府因同意釋放彼得和海倫·克羅格以換取布魯克而受到反對派的批評。反對者聲稱這開創了一個危險的先例，是勒索而不是公平交換的例子。
布魯克後來聲稱他代表俄羅斯團結者民族聯盟傳遞了隱藏的文件，包括密碼。
在後來的歲月裡，傑拉爾德·布魯克在威斯敏斯特大學語言學院（與霍爾本學院同一機構，在1970年代和1980年代也被稱為倫敦中央理工學院）教授俄語，以及其他科目。語言學院位於倫敦尤斯頓路。